# Fawzi Fayez
Bản mẫu:Arabic name
Fawzi Fayez Subait Khalifa Alalawi (tiếng Ả Rập: فوزي فايز سبيت خليفة آل علوي; sinh ngày 14 tháng 7 năm 1987) là một cầu thủ bóng đá người Các Tiểu vương quốc Ả Rập Thống nhất thi đấu cho Al-Sharjah.
Hr played 3 times tại Giải vô địch bóng đá các câu lạc bộ châu Á 2010.